# Национальная академия театрального и киноискусства
Национальная академия театрального и киноискусства имени Крыстё Сарафова в Софии (болг. Националната академия за театрално и филмово изкуство „Кръстю Сарафов“) — высшее учебное заведение музыкального профиля в столице Болгарии — Софии, известное также по предыдущему (до 1995) названию — Высший институт театрального искусства. Носит имя известного актёра Крыстё Сарафова.

## История
Постановлением Совета Министров от 28 января 1948 года Государственный театр Школа в Национальном театре в Софии превращается в Государственное высшее театральное училище.